# La Magdalena Tlatlauquitepec
La Magdalena Tlatlauquitepec falu és község Mexikó Puebla államának középső részén, lakossága 2010-ben az 500 főt közelítette.

## Földrajz
A kis területű község Puebla állam középső részén fekszik a Vulkáni-kereszthegységben. A községközpont a község területének északi részén fekszik a tenger szintje felett valamivel több mint 1600 méterrel, északnyugati szomszédságában egy 1700 métert meghaladó hegy emelkedik, délre viszont lejt a terület. Néhány időszakos patak található a környéken, állandó vízfolyás nincs. A község területének 63%-át hasznosítja a mezőgazdaság.

## Népesség
A település népessége a közelmúltban hol csökkent, hol nőtt:
| Év   | Lakosság |
| ---- | -------- |
| 1990 | 756      |
| 1995 | 399      |
| 2000 | 722      |
| 2005 | 426      |
| 2010 | 484      |

## Története
Neve a navatl nyelvből származik: a színez jelentésű tlatlahui és a hegy jelentésű tepetl szó összetétele. Őslakói misték törzsek voltak, a település a 19. századig a Tepexi nevű kerülethez tartozott, majd 1895-ben jött létre az önálló község.

## Turizmus, látnivalók
Fő látnivalója a 16. században épült Szent Mária Magdolna-templom, valamint a szép természeti környezet (száraz időszakban kiszáradó hegyi patakok, vízesés). Múzeuma nincs.